# Кунди
Секундино Суарес Васкес (исп. Secundino Suárez Vázquez; род. 13 апреля 1955, Сан-Мартин-дель-Рей-Аурелио) — испанский футболист, выступал на позиции левого защитника. Известен по выступлениям за «Спортинг» (Хихон), в котором играл на протяжении 15 лет.

## Клубная карьера
Кунди почти всю свою профессиональную карьеру провёл в «Спортинге» из Хихона. Исключением была аренда в клубе «Побленсе», в который он выступал из-за обязательной военной службы.
С 20 лет и далее, Кунди являлся стартовым игроком клуба Ла Лига, появившись в более 300 официальных матчах команды. В сезоне 1986/87 сыграл в 41 матче (3549 минут) и помог клубу занять 4-е место в чемпионате. За всю свою карьеру он не получил ни одну красную карточку.

## Карьера за сборную
Дебют за сборную Испании состоялся 4 октября 1978 года в квалификационном матче на Чемпионат Европы 1980 против сборной Югославии. Был включен в состав на Чемпионат Европы 1980 в Италии (принял участие только в матче против сборной Англии). Всего Кунди провёл 9 матчей за сборную.

## Личная жизнь
Его сын, Рубен, также является профессиональным футболистом. Как и отец он был игроком «Спортинга».

## Достижения
- Финалист Кубка Испании: 1980/81